# Nachal Anot
Nachal Anot (hebrejsky: נחל ענות) je vádí na pomezí pahorkatiny Šefela a pobřežní nížiny v Izraeli.
Začíná v nadmořské výšce přes 100 metrů severně od zaniklé arabské vesnice Kazaza. Směřuje pak k západu mírně zvlněnou zemědělsky využívanou krajinou. Severovýchodně od pahorku Tel Mikne ústí zprava do toku Nachal Timna.